# Tour CMA CGM
Der Tour CMA CGM ist ein Hochhaus in Marseille, das im Zuge des Stadterneuerungsprojekts Euroméditerranée
errichtet wurde. Der Büroturm misst 147 Meter in der Höhe und ist somit das höchste Gebäude der Stadt Marseille. Geplant
durch die bekannte Architektin Zaha Hadid verfügt der Turm über Arbeitsplätze für 2200 Mitarbeiter des französischen
Seereeders CMA CGM, dessen Hauptsitz das Bauwerk darstellt. Das Gebäude belegte beim Emporis Skyscraper Award 2010 den dritten Platz.